# IC 1754
IC 1754 ist eine kompakte Galaxie vom Hubble-Typ C im Sternbild Fische auf der Ekliptik. Sie ist schätzungsweise 233 Millionen Lichtjahre von der Milchstraße entfernt und hat einen Durchmesser von etwa 55.000 Lichtjahren. 

Im selben Himmelsareal befinden sich u. a. die Galaxien NGC 718, IC 174, IC 1746, IC 1750.
Das Objekt wurde am 21. Dezember 1903 vom französischen Astronomen Stéphane Javelle entdeckt.